# هيلين كارير دونكوس
هيلين كارير دونكوس (بالفرنسية: Hélène Carrère d'Encausse)‏ هي مؤرخة فرنسية في مجال السياسة، مختصة في تاريخ روسيا. اسمها عند ولادتها زورابيشفيلي. ولدت في 6 يوليوز عام 1929 وتوفيت في 5 غشت/أغسطس في عام 2023. انتخبت عضوةً في الأكاديمية الفرنسية في عام 1990.
كانت هيلين كارير دونكوس عضوة في البرلمان الأوروبي بين عامي 1994 و1999، ممثلة حزب التجمع من أجل الجمهورية الفرنسي. مُنحت جائزة ميدالية لومونوسوف الذهبية في عام 2008، وجائزةً أخرى في عام 2011، أهداهاها نيشان الاستحقاق لجمهورية بولندا.

## سيرتها الذاتية
ولدت هيلين زورابيشفيلي في الدائرة السادسة عشرة في باريس لجورج زورابيشفيلي. هو مهاجر جيورجي. أمها، زوجته، هي ذات أصول روسية وألمانية. في جيورجيا، كان أبوها دكتورا في الفلسة والاقتصاد، متحدثا لخمس لغات. فقدت العائلة ممتلكاتها خلال الثورة البلشفية.

## دراساتها لروسيا

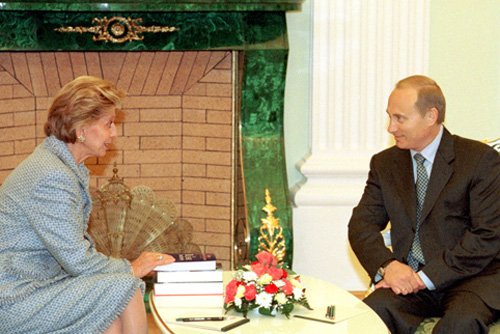
كارير دونكوس مع فلاديمير بوتين في أكتوبر 2000

بسبب اهتمام هيلين كارير دونكوس بتاريخ عائلتها، تركزت جل أعمالها على روسيا وعلى الاتحاد السوفييتي. ألفت العديد من الكتب باللغة الفرنسية، تُرجمت أغلبها إلى اللغة الإنجليزية. نشرت كتابا في عام 1978، عنوانه الإمبراطورية المنقسمة (بالفرنسية: L'emprire éclaté)‏، تنبأت فيه أن الاتحاد السوفييتي مآله الانقسام عبر الخطوط اللائي يفصلن الجمهوريات الخمسة عشر اللائي يكونّه، عن بعضهن البعض.

## وفاتها

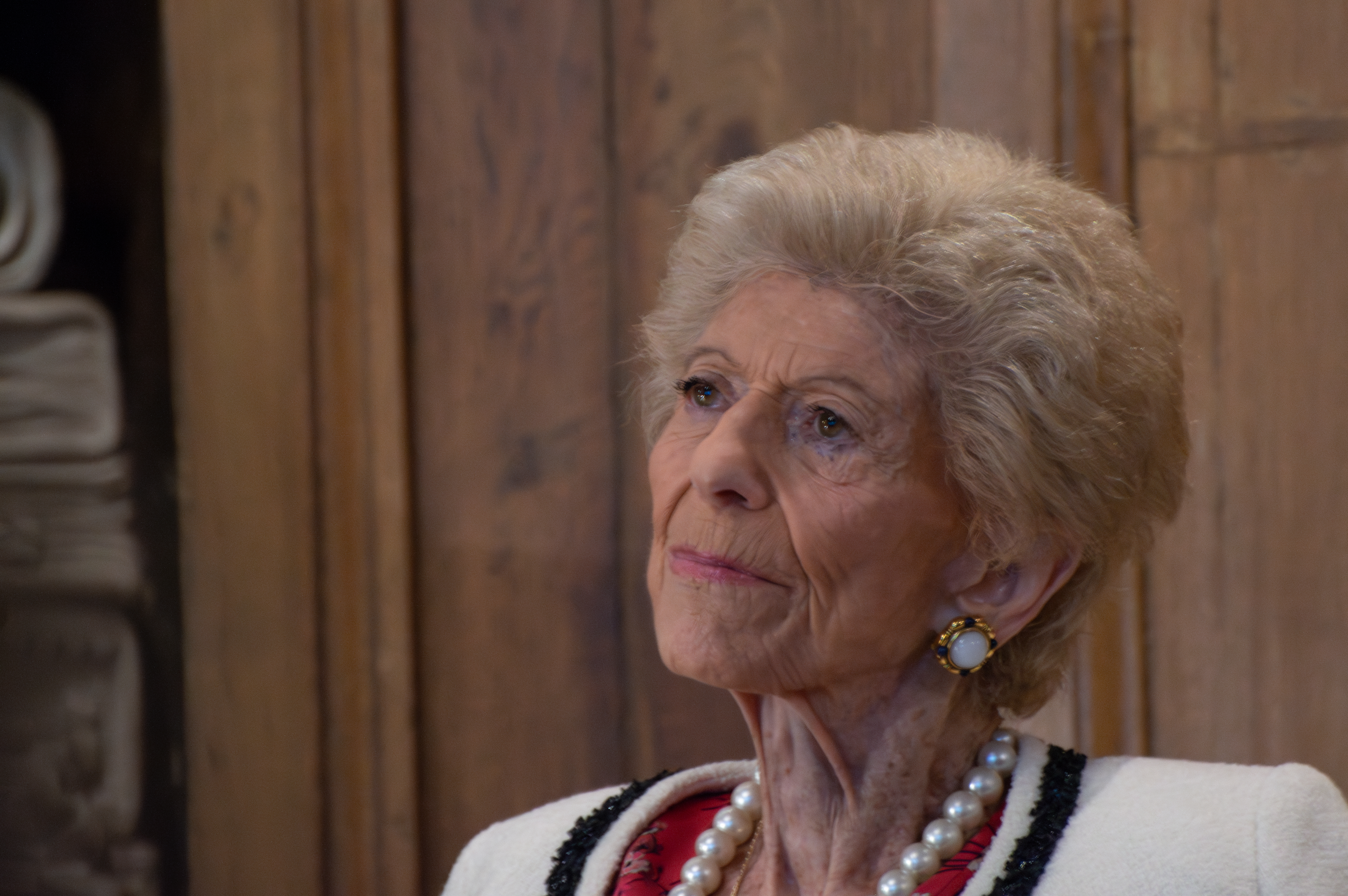
هيلين كارير دونكوس في عام 2023.

توفيت في الخامس من غشت/أغسطس عام 2023 في باريس، وعمرها أربعة وتسعون سنة. أعلن وفاتَها أولادها، مبينين أنها توفيت بشكل هادئ ومطمئن محاطة بعائلتها. حيا الرئيس الروسي فلاديمير بوتين صديقة كبيرة لروسيا، وأعلن أنه يتذكر بشوق كبير حواره مع هذه الشخصية الفرنسية الكبيرة.